# Esther Graf

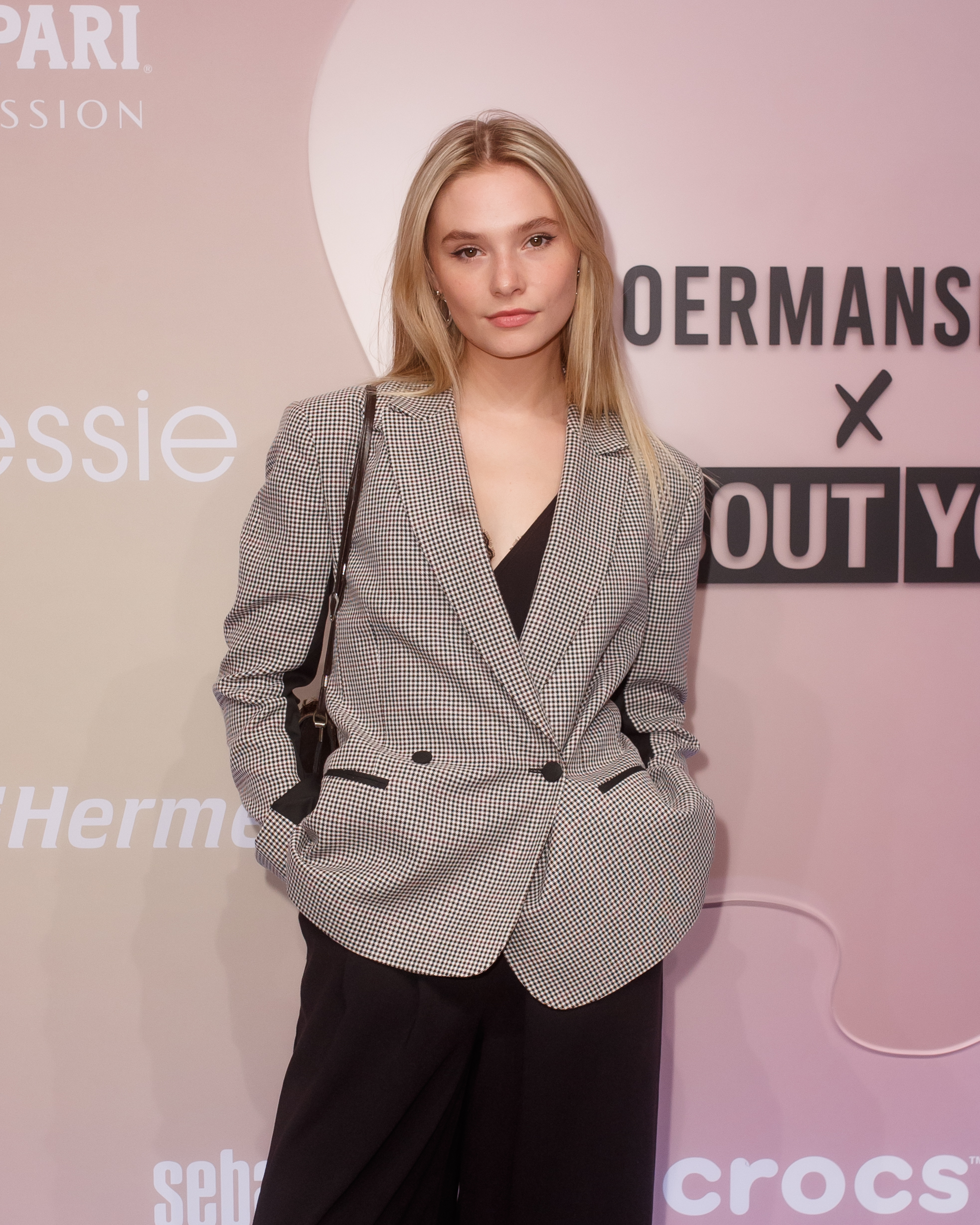
Esther Graf (2021)

Esther Claudia Graf (* 8. September 1998 in Spittal an der Drau) ist eine österreichische Sängerin und Songwriterin. Sie steht beim Label Sony RCA unter Vertrag.

## Werdegang
Graf wurde in Spittal an der Drau in Kärnten geboren und wuchs in Altersberg, Gemeinde Trebesing auf. Nach der Unterstufe in Spittal wechselte sie auf das BORG Gastein in Bad Hofgastein, Salzburg, und erhielt dort eine Musikausbildung. Gemeinsam mit Javier Rodaro nahm sie als Solistin mit dem Chor der Schule an der ORF-Sendung Die große Chance der Chöre teil, der Chor erreichte den dritten Platz.
Daraufhin zog sie weiter nach Wien, legte dort in der Abendschule ihre Matura ab und machte sich danach als Model und Sängerin selbstständig.
Seit Anfang 2021 lebt sie in Berlin. Zwischen 2021 und 2022 moderierte sie zusammen mit Emily Roberts eine monatliche Sendung bei Radio Fritz namens Vitamin E.

## Diskografie

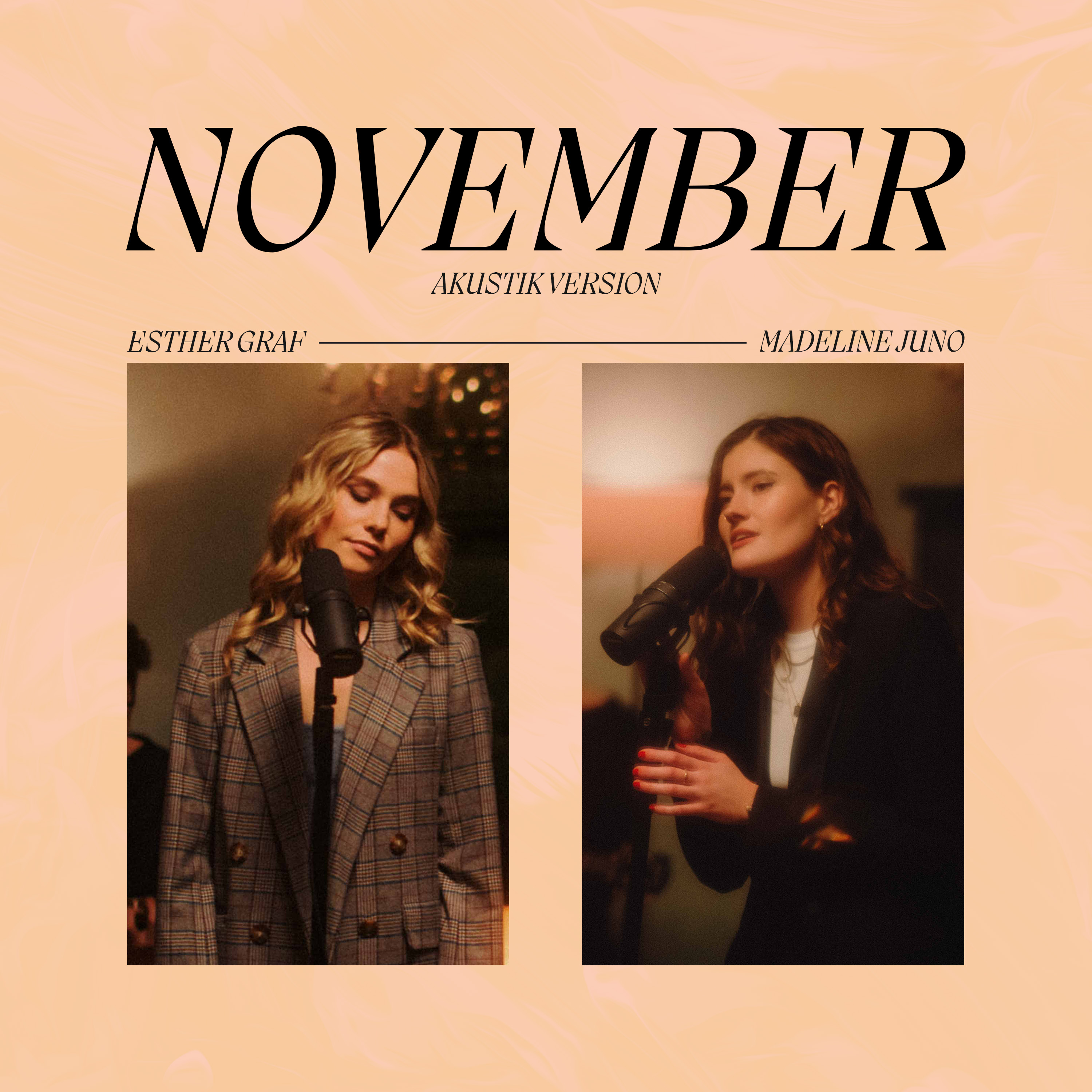
Frontcover zu November (Akustik).

### Studioalben
| Jahr | Titel Label               | Höchstplatzierung, Gesamtwochen, AuszeichnungChartplatzierungen (Jahr, Titel, Label, Platzierungen, Wochen, Auszeichnungen, Anmerkungen) | Höchstplatzierung, Gesamtwochen, AuszeichnungChartplatzierungen (Jahr, Titel, Label, Platzierungen, Wochen, Auszeichnungen, Anmerkungen) | Anmerkungen                         |
| Jahr | Titel Label               | DE | AT | Anmerkungen                         |
| ---- | ------------------------- | --- | --- | ----------------------------------- |
| 2024 | Happy Worstday RCA (Sony) | DE26 (1 Wo.)DE | AT15 (1 Wo.)AT | Erstveröffentlichung: 21. Juni 2024 |

### EPs
- 2022: Red Flags (RCA Sony)
- 2023: Nach den schlechtesten Tagen (RCA Sony)

### Singles
| Jahr | Titel Album                            | Höchstplatzierung, Gesamtwochen, AuszeichnungChartplatzierungen (Jahr, Titel, Album, Platzierungen, Wochen, Auszeichnungen, Anmerkungen) | Höchstplatzierung, Gesamtwochen, AuszeichnungChartplatzierungen (Jahr, Titel, Album, Platzierungen, Wochen, Auszeichnungen, Anmerkungen) | Höchstplatzierung, Gesamtwochen, AuszeichnungChartplatzierungen (Jahr, Titel, Album, Platzierungen, Wochen, Auszeichnungen, Anmerkungen) | Anmerkungen |
| Jahr | Titel Album                            | DE | AT | CH | Anmerkungen |
| ---- | -------------------------------------- | --- | --- | --- | --- |
| 2020 | Letztes Mal –                          | DE— aDE | — | — | Erstveröffentlichung: 2020 mit Olexesh                                                                            |
| 2021 | Mit dir schlafen Rotz & Wasser         | DE67 (2 Wo.)DE | — | — | Erstveröffentlichung: 25. Juni 2021 mit Alligatoah                                                                |
| 2021 | Bum Bum Eis Rummelbums                 | DE— bDE | — | — | Erstveröffentlichung: 19. August 2021 Finch feat. Esther Graf                                                     |
| 2022 | Nie begegnet –                         | DE78 (2 Wo.)DE | — | — | Erstveröffentlichung: 18. März 2022 feat. Monet192                                                                |
| 2024 | Überall Happy Worstday                 | DE65 (1 Wo.)DE | — | — | Erstveröffentlichung: 26. Januar 2024 feat. Montez                                                                |
| 2024 | Mama hat gesagt Best Of – 25 Jahre SDP | DE3 Gold · (… Wo.)DE | AT19 (45 Wo.)AT | CH46 (2 Wo.)CH | Erstveröffentlichung: 2. Mai 2024 Verkäufe: + 300.000; SDP feat. Esther Graf & Sido                               |
| 2025 | Zusammen –                             | DE31 (… Wo.)DE | — | — | Erstveröffentlichung: 24. Juli 2025 SDP feat. Clueso, Elif, Esther Graf, Kontra K, Montez, Querbeat & Nico Santos |

Weitere Singles
- 2019: Chamäleon
- 2019: Nummer 10
- 2020: Wasted
- 2020: Dynamit (Karen feat. Esther Graf)
- 2021: Weck mich auf (Olexesh & Hell Yes feat. Esther Graf)
- 2021: Geldautomat
- 2021: Red Flags
- 2021: November (Akustik) (Madeline Juno feat. Esther Graf)
- 2021: Merry Christmas Everyone
- 2021: Tschau Tschau
- 2022: Schiebedach (Alexa Feser feat. Esther Graf)
- 2023: Best Part
- 2023: Renn zurück (feat. Fourty)
- 2023: Exes
- 2023: Urlaub
- 2023: Esther
- 2023: Vergessen
- 2025: Wenn’s am schönsten ist
- 2025: Was ich fühl

### Autorenbeteiligungen
Esther Graf als Autorin in den Charts

| Jahr | Titel Interpretation                     | Höchstplatzierung, Gesamtwochen, AuszeichnungChartplatzierungen (Jahr, Titel, Interpretation, Platzierungen, Wochen, Auszeichnungen, Anmerkungen) | Höchstplatzierung, Gesamtwochen, AuszeichnungChartplatzierungen (Jahr, Titel, Interpretation, Platzierungen, Wochen, Auszeichnungen, Anmerkungen) | Höchstplatzierung, Gesamtwochen, AuszeichnungChartplatzierungen (Jahr, Titel, Interpretation, Platzierungen, Wochen, Auszeichnungen, Anmerkungen) | Anmerkungen                             |
| Jahr | Titel Interpretation                     | DE | AT | CH | Anmerkungen                             |
| ---- | ---------------------------------------- | --- | --- | --- | --------------------------------------- |
| 2021 | Moje Sva Hava                            | DE12 (7 Wo.)DE | AT14 (5 Wo.)AT | CH14 (5 Wo.)CH | Erstveröffentlichung: 1. Oktober 2021   |
| 2021 | Narben Katja Krasavice & Marwin Balsters | DE12 (1 Wo.)DE | — | — | Erstveröffentlichung: 30. Dezember 2021 |
| 2022 | Molly Selmon feat. Bausa                 | DE78 (1 Wo.)DE | — | — | Erstveröffentlichung: 6. Januar 2022    |
| 2024 | Glücklich Montez                         | DE26 (2 Wo.)DE | AT52 (1 Wo.)AT | — | Erstveröffentlichung: 22. Februar 2024  |

Weitere Autorenbeteiligungen
- 2024: In anderen Armen – Ness feat. Madeline Juno

## Auszeichnungen für Musikverkäufe
Anmerkung: Auszeichnungen in Ländern aus den Charttabellen bzw. Chartboxen sind in ebendiesen zu finden.
| Land/RegionAuszeichnungen für Musikverkäufe (Land/Region, Auszeichnungen, Verkäufe, Quellen) | Gold  | Platin | Verkäufe | Quellen           |
| -------------------------------------------------------------------------------------------- | ----- | ------ | -------- | ----------------- |
| Deutschland (BVMI)                                                                           | Gold1 | —      | 300.000  | musikindustrie.de |
| Insgesamt                                                                                    | Gold1 | —      |          |                   |